# Lisianthius weaveri
Lisianthius weaveri är en gentianaväxtart som beskrevs av K.J. Sytsma. Lisianthius weaveri ingår i släktet Lisianthius och familjen gentianaväxter. Inga underarter finns listade i Catalogue of Life.